# Bataille d'Azaz (2013)
Pour les articles homonymes, voir Bataille d'Azâz.
Guerre civile syrienne
Batailles
La deuxième bataille d'Azaz a lieu lors de la guerre civile syrienne. Elle oppose les djihadistes de l'État islamique en Irak et au Levant aux rebelles de la Brigade de la Tempête du Nord et s'achève par la victoire des premiers qui prennent le contrôle de la ville d'Azaz.

## Prélude
Située au nord-ouest d'Alep, près de la frontière turque, la ville d'Azaz est tenue par l'Armée syrienne libre (ASL) depuis le 19 juillet 2012, date de la fin d'une première bataille contre les forces du régime syrien. La ville est alors contrôlée par la Brigade de la Tempête du Nord, un groupe de l'ASL,. Le 27 mai 2013, celle-ci accueille pendant quelques heures à Azaz le sénateur américain John McCain, qui rencontre le général Selim Idriss, commandant en chef de l'Armée syrienne libre,.
Cependant en avril 2013, l'État islamique en Irak et au Levant (EIIL) fait son apparition en Syrie avec le ralliement d'un partie des combattants du Front al-Nosra. En juillet 2013, l'EIIL commence à s'implanter à Azaz et dans sa région. Non loin de cette ville, les djihadistes participent notamment au siège de l'aéroport de Menagh et jouent un rôle important dans la prise de cette base aérienne, le 6 août 2013. En revanche, la Brigade de la Tempête du Nord apparaît affaiblie après cette longue bataille, où elle perd notamment son chef, Amar al-Dadikhi, mortellement blessé en janvier 2013.
À l'été 2013, les relations entre la Brigade de la Tempête du Nord et l'État islamique en Irak et au Levant deviennent de plus en plus tendues. Les djihadistes n'oubient pas la visite de John McCain en mai 2013 et nourrissent de fortes suspicions contre le groupe de l'ASL. À la mi-septembre, un médecin allemand escorté par les hommes de l'ASL est découvert en train de prendre des photos près des bâtiments habités par les cadres de l'EIIL,. Pour le chercheur Romain Caillet, le « point de non-retour » est atteint : l'EIIL est désormais persuadé d'être espionné par les Américains avec la complicité de la brigade de l'ASL. Deux semaines plus tard, les djihadistes adressent un ultimatum à la brigade Tempête du Nord : ils exigent la remise des armes et l'allégeance de ses combattants à leur « émir », Abou Bakr al-Baghdadi. Les rebelles refusent,.

## Déroulement
Le 18 septembre, les combats éclatent entre l'EIIL et la Brigade de la Tempête du Nord. Les forces djihadistes ont l'avantage et prennent la ville,
Le 20 septembre, l'EIIL et la Brigade de la Tempête du Nord concluent un accord de trêve avec la médiation de la Liwa al-Tawhid qui a envoyé des hommes à Azaz pour s'interposer entre les belligérants. Les deux camps s'accordent à mettre fin aux hostilités, à libérer les prisonniers et à restituer les biens saisis.
Mais le 2 octobre, les hostilités reprennent et les rebelles de l'ASL sont définitivement expulsés de la ville. Ils se replient en direction d'Afrine, tenue par les Kurdes des YPG,,.

## Suites
L'État islamique en Irak et au Levant contrôle Azaz jusqu'en février 2014. Le 3 janvier 2014, un conflit général éclate entre ce groupe et les autres factions rebelles, exaspérées par les exactions de l'EIIL et sa tendance à s'en prendre davantage aux groupes de l'opposition qu'au régime. Les djihadistes se retirent d'Azaz le 28 février,. La ville passe alors sous le contrôle du Liwa al-Tawhid, de la Brigade de la Tempête du Nord et du Jabhat al-Akrad,,.